# Фишнёво
Фишнёво — деревня на юго-востоке Бежаницкого района Псковской области. Входит в состав сельского поселения Бежаницкая волость.
Расположена в 6 километрах к юго-востоку от райцентра Бежаницы.
Численность населения деревни составляет 360 жителей (2000 год).